# Ludwig von Demuth

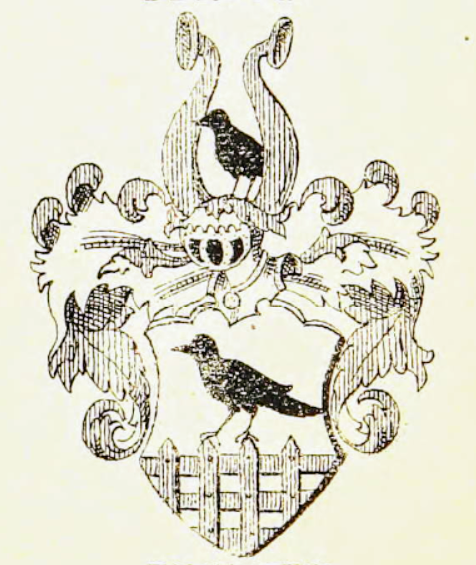
Wappen derer Ludwig von Demuth

Ludwig von Demuth (historisch auch Ludwig oder von Demuth, bzw. Ludwig von der Demuth, Ludovici de Demuth) ist der Name eines ermländisch-preußischen erloschenen Adelsgeschlechtes.

## Geschichte
Das Geschlecht derer Ludwig nennt sich (wie das derer Bartsch mit dem Eichhornwappen, das im Kreis Heilsberg begütert war) nach seinem Stammgut Demuth im ehemaligen Kreis Braunsberg. Hier hat die Familie Ludwig von Demuth seit dem 14. Jahrhundert auch das Gut Schönau, einen Abbau von Demuth, besessen. Im 17. Jahrhundert war zusätzlich noch Lopitken im Kreis Mohrungen in Familienbesitz.
Ludwig und Ekkehard und ihren rechtmäßigen Erben und Nachfolgern wurden 1301 im Namen des Kapitels des Bistums Ermland 40 Hufen im altpreußischen Felde Demyta übertragen, zu kulmischem Recht und ewigem Besitz. Das Besitztum Ludwigs und Ekkehards wurde darauf Demuth genannt und etwas später mehr Land zum Gut Demuth hinzuerworben, das dann als Gut Schönau abgetrennt wurde. 1656 ist Ludwig Ludwigs Besitzer von Adlig Schönau. Eucharius Ludwig von Demuth (um 1610–1679) gehörte dem Haus Schönau an und heiratete 1636 Barbara von Pudwells († 1686), Tochter des Kristof von Pudwells und der Barbara von Preuck. Beider Sohn war der auf Schönau geborene Johannes Ludwig (1656–1737). 1772 gehörte Adlig Demuth einem Leutnant von Strakowsky und Adlig Schönau dem mit den Ludwig von Demuth verwandten Adalbert von Hosius.
Paul von Demuth saß 1490 auf Demuth. Michel von Demuth war 1501 Landrichter im Kammeramt Mehlsack, ein gleichnamiger 1513 Bürgermeister von Braunsberg, im selben Jahr war Friedrich von Demuth Landrichter. Eustachius Ludwig von der Demuth war 1577 Burggraf von Allenstein. Laurentius Ludwig von Demuth (um 1616–1680) war ermländischer Domherr. Er war apostolischer oder päpstlicher Protonotarius, Domherr von Frauenberg, vormals Erzpriester, Dechant, Pfarrer, Vikarius, Offizial in Danzig und durch Pommern sowie königlicher Sekretarius. Er vermachte all seine Güter dem St. Brigittenkloster in Danzig. Patricius Ignatius Ludwig von Demuth stiftete 1703 das Beneficium Ludvichianum novum, eine der milden Stiftungen und Vermächtnisse, woraus die Pfarrkirche St. Katharina in Braunsberg ihre Einkünfte bezog.

## Wappen
Das Wappen zeigt auf Silber einen roten Lattenzaun, auf dem ein Rabe sitzt. Auf dem Helm mit rot-silbernen Decken der Rabe zwischen zwei roten Büffelhörnern.

## Angehörige
- Eustachius Ludwig von Demuth, 1577/1583 Bürgermeister und Burggraf in Allenstein
- Laurentius Ludwig von Demuth († 1680), Domherr und Offizial